# Cây đàn Mandolin của Đại úy Corelli
Để tìm kiếm phim, xem Cây đàn Mandolin của Đại úy Corelli (phim).
Cây đàn Mandolin của Đại úy Corelli, xuất bản tại Mỹ với tên Cây đàn Mandolin của Corelli, xuất bản năm 1994 bởi Louis de Bernières, câu chuyện diễn ra tại đảo Cephalonia thuộc Hy Lạp trong thời gian chiếm đóng của quân đội Đức và Ý trong chiến tranh thế giới thứ 2.
Nhân vật chính là Antonio Corelli, một Đại úy quân đội Ý, và Pelagia, con gái của một bác địa phương, Iannis. Một sự kiện quan trọng trong cuốn tiểu thuyết là cuộc thảm sát người Ý bởi quân đội Đức vào tháng 9 năm 1943 - sư đoàn Ý đã từ chối đầu hàng và chiến đấu chống lại quân đội Đức quốc xã trong 9 ngày trước khi tháo chạy khi hết đạn dược. 1500 lính Ý đã chết trong khi chiến đấu, 5000 lính bị thảm sát sau khi đầu hàng, nhóm còn lại khoảng 3000 người được chuyển tới Đức và chết khi tàu chở họ bị dính mìn.
Năm 2003, cuốn tiểu thuyết được xếp hạng 19 trong cuộc khảo sát Big Read của BBC. 

## Cốt truyện
Câu chuyện bắt đầu với Bác sĩ Iannis, một bác sĩ kinh nghiệm, người đã có thời gian thực tập đảo Cephalonia tại Hy Lạp. Iannis sống cùng với con gái Pelagia, mẹ cô mất vì bệnh lao khi cô còn bé. Pelagia, bây giờ là một thiếu nữ, khỏe mạnh và thông minh, cô đã học được sơ lược về thuốc thông qua người cha. Trong những chương tiếp theo, câu chuyện được kể theo quan điểm của Carlo Guercio, một người Ý đồng tính, người quyết định tham gia quân đội Ý dưới sự tổng động viên của Benito Mussolini trong chiến tranh thế giới thứ 2.
Pelagia gặp người đánh cá trẻ Mandras, họ nhanh chóng đính hôn. Trong khi đó, chiến tranh xảy ra, Mandras quyết định tham gia chiến đấu ở tiền tuyến. Những lá thư Pelagia gửi đã không được trả lời. Carlo Guercio đã chiến đấu cùng lực lượng Ý khi họ xâm lược Albania, và đã chứng kiến cảnh tượng người bạn thân Francisco bị bắn bởi Quân đội Hy Lạp. Quân đội Ý không đủ năng lực, do đó lực lượng Đức phải tham chiến và đánh lui quân đội Hy Lạp, từ đó mở đường cho quân Ý xâm lược Hy Lạp.
Năm 1941, trong cuộc xâm lược vào Hy Lạp của quân Ý, quân đội Ý và Đức đã đóng quân tại Cephalonia, nơi họ bị người địa phương tẩy chay, Pelagia rất ghét họ, đặc biệt là người đại úy trẻ vui tính mang tên Antonio Corelli đã đến ở cùng nhà với cô. Mandras về nhà sau chiến tranh, bị thương và bẩn thỉu, và khi chăm sóc cho anh ta, Pelagia nhận ra cô không còn yêu anh nữa. Anh ta thừa nhận là người thất học, đó là lý do anh ta không bao giờ trả lời thư của Pelagia. Không lâu sau khi hồi phục, Mandras rời đi một lần nữa để tham gia tiền tuyến. Pelagia dần dần nhận ra con người của Corelli, khám phá được sự tận tâm, hài hước và tránh xa được sự cuồng tín, và là một người chơi mandolin tột bậc.
Sau khi Mussolini mất quyền lực, lực lượng Ý tham gia cùng với đồng minh. Những người Ý xâm lược Hy Lạp được trả lại tự do. Tuy nhiên, quân đội Ý từ chối lệnh giải giáp của quân đội Đức, thay vào đó, họ quyết định chống lại quân đội Đức. Sau khi đánh bại sư đoàn Ý, quân đội Đức tại Cephalonia ra lệnh một cuộc thảm sát, Corelli được giải cứu bởi Carlo Guercio, người đã dùng thân mình che cho Corelli trước cuộc thảm sát của quân đội Đức. Guercio chết, Correli bị thương và được một nhóm người Hy Lạp giải cứu đưa về nhà Pelagia. Corelli phải trốn trong căn nhà tránh xa quân đội Đức, những người đã ra lệnh giết toàn bộ người Ý còn sống sót. Khi bình phục, Corelli trốn thoát trở về Ý và hứa hẹn với Pelagia rằng anh ta sẽ trở lại khi cuộc chiến tranh kết thúc và họ sẽ kết hôn. Corellia rời khỏi Antonia, cây đàn mandolin của anh được Pelagia cất giữ an toàn. Người Đức trở nên tàn bạo, và bác sĩ Iannis được gởi tới trại cải tạo. Mandras trở lại, bị nhồi sọ với ý thức của người Cộng sản và đã học được cách đọc. Anh đã đọc những lá thư của Pelagia và biết rằng cô không hề yêu anh ta, anh ta đã cố gắng hãm hiếp cô. Vì hổ thẹn, anh ta đã tự sát. Thời gian không lậu sau, một bé gái được để trước cửa nhà Pelagia và Pelagia đã nhận nuôi nó. Bác sĩ Iannis trở về nhà. Cuộc sống vẫn tiếp diễn tại Cephalonia, và trong trận động đất Ionian năm 1953, Iannis đã chết. Corelli vẫn chưa trở lại, mặc dù Pelagia tin chắc đã nhìn thấy hồn của anh ta. Bé gái, Pelagia đặt tên là Antonia, lớn lên và kết hôn.
Nhiều năm sau, một người già đến thăm Pelagia, người đã tiết lộ rằng Antonio Corelli, bây giờ đã là người chơi mandolin nổi tiếng. Ông giải thích rằng, Corelli chưa từng thăm cô vì thấy cô và bé Antonia trước cửa nhà và tin rằng cô đã kết hôn, anh ta thật sự đau lòng. Cuốn tiểu thuyết dừng lại với kết thúc có hậu.

### Chủ đề chính
Cây đàn Mandonlin của đại úy Corelli đã khám phá ra sự đa dạng của tình yêu. Chúng ta thấy sự ham muốn về tình yêu ban đầu giữa Pelagia và Mandras, đã bị thiêu cháy bởi chiến tranh, và đã nhanh chóng thay đổi cả hai người. Tình cảm giữa Corelli và Pelagia phát triển chậm và là trung tâm của cuốn tiểu thuyết. Tình yêu được mô tả bởi bác sĩ Iannis như là "Điều còn lại khi đam mê đã qua đi", và nó hiển nhiên xuất hiện khi được lấp đầy bởi tình yêu của Corelli và Pelagia. Tình yêu gia đình của Iannis dành cho Pelagia cũng mạnh mẽ và sâu đậm tương phản với Corelli.
Chủ đề âm nhạc chính của câu chuyện cao hơn, đề cao sự tương phản với thảm kịch và sự hủy diệt của chiến tranh đã mang đến sự cao cả và tốt đẹp xuất hiện trong những thảm kịch.
Chiến tranh được mô tả chi tiết, cụ thể là cái chết của Francesco. Nó chịu trách nhiệm cho sự thất bại của Mandras và Weber, cái chết của Carlo và Francesco, và sự đối lập giữa Pelagia và Corelli.
Xuyên suốt toàn bộ cuốn tiểu thuyết, Bernières đã mô tả cái nhìn sơ bộ về chủ nghĩa độc tài, lên án chủ nghĩa phát xít, chủ nghĩa quốc xã, cũng như chủ nghĩa cộng sản. Bernières đã mô tả cuốn tiểu thuyết "chuyện  xảy ra đối với những người nhỏ bé khi những kẻ hoang tưởng bận rộn".
Một chủ đề khác của cuốn tiểu thuyết là học tập lịch sử. Bác sĩ Iannis đã dành nhiều thời gian để viết lại lịch sử của Cephalonia nhưng ông cũng thường biểu lộ cảm xúc và thành kiến của mình trong những gì ông viết. Tiểu thuyết cũng bao gồm cảm xúc mạnh mẽ chống lại lịch sử "chuyên nghiệp", điều được đề nghị trong tuyên bố của Carlo Guercio rằng "Tôi biết rằng nếu lực lượng quốc xã chiến thắng và sẽ có câu chuyện về những nấm mồ tập thể tại London và ngược lại". Điều này cũng được trợ giúp bởi trích dẫn của Bernières nói rằng "lịch sử phải được tạo ra bởi những câu chuyện bởi những người bình thường nhất". Từ góc nhìn này, có thể thấy rằng Bernières là một người rất giỏi soi xét lại lịch sử, và có thể xem xét lịch sự xã hội cũng như lịch sử về chính trị.
Bernières đã thể hiện thái độ của mình đối với sự anh hùng và sự hèn hạ trong cuốn tiểu thuyết: rất nhiều nhân vật, thậm chí là rất hung ác cũng được xem như là nạn nhân của trường hợp này. Ví dụ, nhân vật Günter Weber đã nhận được sự cảm thông của người viết, mặc dù anh ta đã cam kết với lý tưởng Quốc xã và có tội trong việc tham gia vào cuộc thảm sát sư đoàn Ý. Mặc dù đã trở thành bạn với rất nhiều người, Weber cũng phải tuân theo quân luật. Tương tự, Mandras cũng có tội giết người, tra tấn và hãm hiếp, nhưng tác giả cũng miêu tả sự thông cảm với anh ta "chỉ là một cuộc đời hoen ố bởi chiến tranh".

### Nhân vật chính
- Bác sĩ Iannis - Bác sĩ không chính thức và không giấy tờ trên đảo, người đã dành rất nhiều thời gian viết về lịch sử đảo Cephalonia. Ông nhận được nhiều sự tôn trọng từ cộng đồng, mặc dù có chút kỳ lạ, mọi người đều tỏ ra biết ơn ông và thường tặng thực phẩm và thức uống.
- Pelagia – con của bác sĩ Iannis, người hoàn toàn không thích những phục nữ khác trên đảo (cô là người có giáo dục và nhận được sự tôn trọng từ người cha), cô từng là người yêu của Mandras, sau đó là Corelli.
- Antonio Corelli – Đại úy người Ý, là người yêu âm nhạc và cuộc sống. Anh ta ghét chiến tranh và dần dần yêu Pelagia, nhưng chiến tranh lại chen vào giữa họ 1 lần nữa.
- Mandras – người đánh cá trẻ đẹp trai, là người yêu đầu tiên của Pelagia, người đã làm hư hỏng mối quan hệ của họ bởi tham gia cuộc chiến, và đã tự làm nhục bản thân.
- Carlo Piero Guercio – Một người đồng tính Ý, người đã yêu Francesco và mất anh ta bởi chiến tranh. Sau đó anh ta yêu Corelli và hy sinh mạng sống để cứu Đại úy.

## Câu chuyện có tiền lệ
Bernières đã phủ nhận rằng nhân vật  Corelli dựa trên nhân vật Amos Pampaloni, một đại úy pháo binh người Ý tại Celaphonia, mặc dù có nhiều sự giống nhau trong câu chuyện của họ. Pampaloni sống sót sau cuộc thảm sát, gia nhập Quân đội nhân dân Hy Lạp tự do, lực lượng du kích trong nội chiến Hy Lạp, đã chiến đấu cùng họ tại Epirus trong 14 tháng. Pampaloni được phòng vấn bởi tờ báo The Guardian năm 2000 và bày tỏ góc nhìn về cuốn tiểu thuyết đã bóp méo bước tiến của du kích Hy Lạp.
Cuốn tiểu thuyết cũng có nhiều nét giống với Bandiera bianca a Cefalonia, tiểu thuyết viết bởi Marcello Venturi xuất bản năm 1963, dịch qua tiếng Anh dưới tên The White Flag (1969).

## Đón nhận
Richard Grant cho rằng "Cây đàn Mandolin của Correli" mang đậm chất tiểu thuyết truyền thống, một câu chuyện giàu tính nhân văn và sự thật, lịch sử và tâm lý.
Bob Targett đã ca ngợi đây là một cuốn tiểu thuyết đầy cảm xúc, "giống như Puccini, de Bernieres có thể gợi lên tường thuật độc đáo, với nhiều cảm xúc đau buồn và hân hoan"
Gene Hyde viết "Để thách đố Sisyphus và những kẻ nổi loạn chống lại sự vô lý, đặt biết là đối mặt với chiến tranh, sự khó khăn dữ dội cùng với nhiệm vụ cao quý. Cái hay của Bernieres là sự độc đáo và cảm động của trong việc nhấn mạnh niềm hy vọng của nằm trong những sự khó khăn.

## Giải thưởng
1995 – Giải thưởng cho người viết có cuốn sách xuất sắc nhất.
2004 – Hạng 19 trong bảng xếp hạng của The Big Read

## Truyền thông

### Radio
Cuốn tiểu thuyết được chuyển thể thành kịch trên radio trong 4 ngày, mỗi ngày 45 phút từ 17-20 tháng 9, năm 2007 trên kênh BBC Radio 4, đã được chọn là "cuốn sách trong tuần" cùng kênh vài năm trước. Tập phim được đặt tên "A Pea in the Ear," "Invasion of the Italians," "Looking for Snails" và "Earthquake". Nó được thuật lại bởi Tom Goodman-Hill, cùng với Celia Meiras trong vai Pelagia, Stephen Greif vai bác sĩ Iannis, Daniel Philpott trong vai Corelli. Tiếng nhạc Mandolin được soạn thảo và biểu diễn bởi Alison Stephens, và tác phẩm được sản xuất, biên đạo bởi David Hunter. Các nhân vật khác gồm:
- Carlo – Anthony Psaila
- Mandras – Chris Pavlo
- Velisarios – Alexi Kaye Campbell
- Father Arsenios – Alex Zorbas
- Lemoni – Ania Gordon
- Drosoula – Anna Savva
- Hector – Nitin Ganatra
- Officer – Simon Treves

### Phim
Phiên bản phim cây đàn Mandolin của đại úy Corelli được ra mắt năm 2001, với Nicolas Cage là Đại úy Corelli, John Hurt trong vai bác sĩ Iannis, và Penélope Cruz trong vai con gái ông, Pelagia. Phim được biên đạo bởi John Madden, cùng với các diễn viên Christian Bale, Irene Papas và Joanna Daria Adraktas.

### Sân khấu
Năm 2011, ở sân khấu Mercury ở Colchester, Anh, và sân khấu Kote Marjanishvili ở Georgia, sản xuất 1 phiên bản của cuốn tiểu thuyết, viết bởi Mike Mẩn và biên đạo bởi Levan Tsudadze. Chương trình gồm các nhân vật sống và các nhân vật bù nhìn.   